# 山の街駅

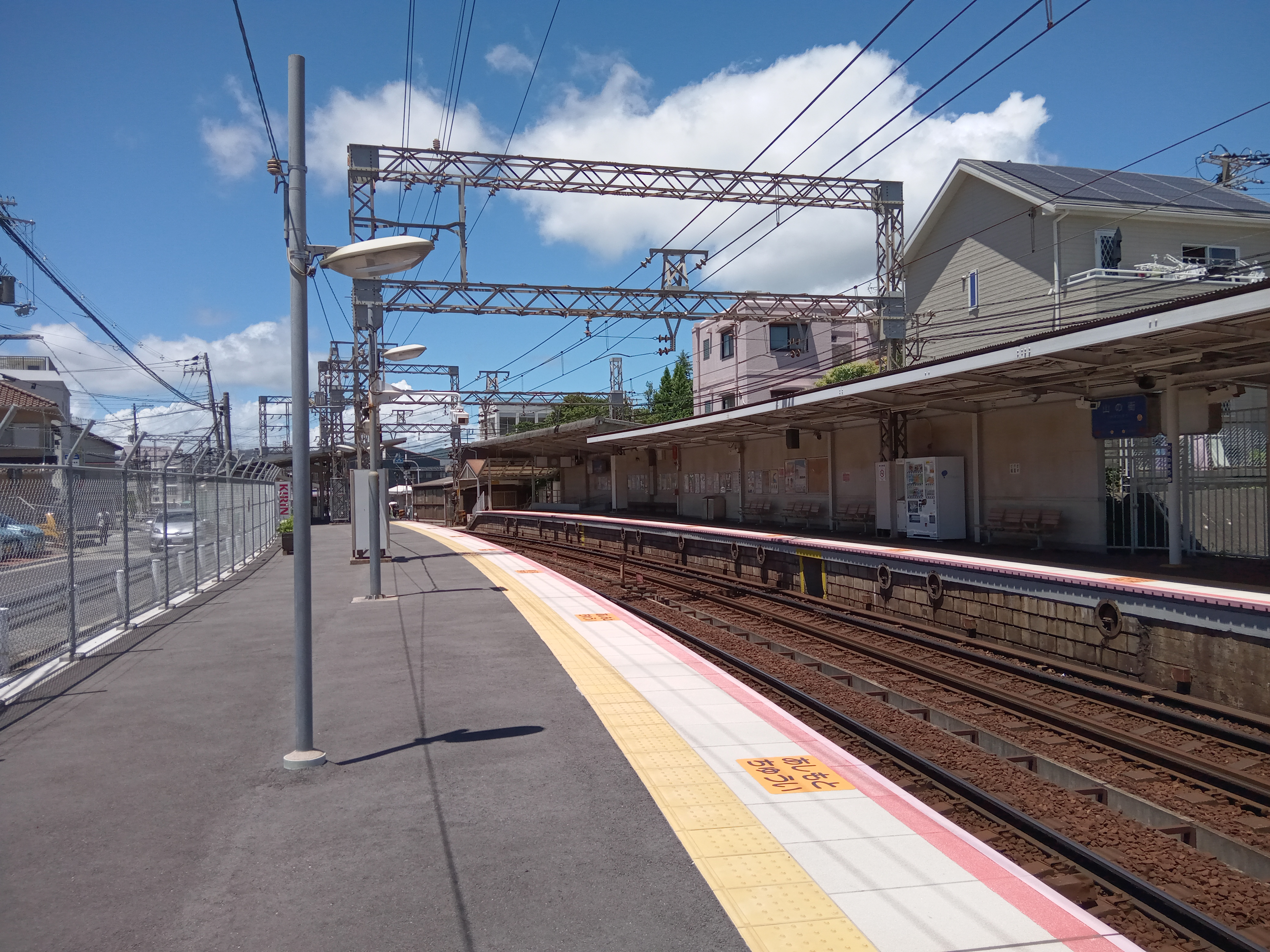
プラットホーム

山の街駅（やまのまちえき）は、兵庫県神戸市北区緑町一丁目にある、神戸電鉄有馬線の駅。駅番号はKB08。標高316m。
全種別停車駅であるが、阪神・淡路大震災直後谷上駅行き5両編成が走った際は通過した（4両編成しか停車できないため）。

## 歴史
- 1928年（昭和3年）11月28日 - 神戸有馬電気鉄道（現在の神戸電鉄）の湊川 - 電鉄有馬（現在の有馬温泉）間開通時に峠信号所（とうげしんごうじょ）として開設[1][4]。
- 1935年（昭和10年）3月8日 - 山の街駅として開業[1][4]。

## 駅構造
相対式2面2線ホームを持つ地平駅。ホーム有効長は4両。改札口は上りホームの南北に1か所ずつ設けられており、うち南側にある改札口は路線バス・タクシーが発着するロータリーに直結している。下りホームへは有馬口寄りの構内踏切で連絡している。以前は北鈴蘭台寄りに保線用の側線があったが、現在は駐車場となっている。また訓練用の車両も乗り入れていた。これらの事情から、かつては方向幕に山の街の行き先が入っていた。

### のりば
| ホーム | 路線   | 方向 | 行先               |
| ------ | ------ | ---- | ------------------ |
| 駅舎側 | 有馬線 | 上り | 新開地方面         |
| 反対側 | 有馬線 | 下り | 有馬温泉・三田方面 |

※のりば番号は設定されていない。

## 利用状況
1日あたりの乗車人員 2,005人（2022年度）
| 年度               | 1日平均 乗車人員 |
| ------------------ | ---------------- |
| 2007年（平成19年） | 2,667            |
| 2008年（平成20年） | 2,663            |
| 2009年（平成21年） | 2,622            |
| 2010年（平成22年） | 2,611            |
| 2011年（平成23年） | 2,568            |
| 2012年（平成24年） | 2,510            |
| 2013年（平成25年） | 2,622            |
| 2014年（平成26年） | 2,515            |
| 2015年（平成27年） | 2,503            |
| 2016年（平成28年） | 2,444            |
| 2017年（平成29年） | 2,356            |
| 2018年（平成30年） | 2,268            |
| 2019年（令和元年） | 2,227            |
| 2020年（令和02年） | 1,907            |
| 2021年（令和03年） | 1,929            |
| 2022年（令和04年） | 2,005            |

## ダイヤ
上下とも、毎時4本が発車する。特快速・急行は朝・夕方のみ運行する。

## 駅周辺

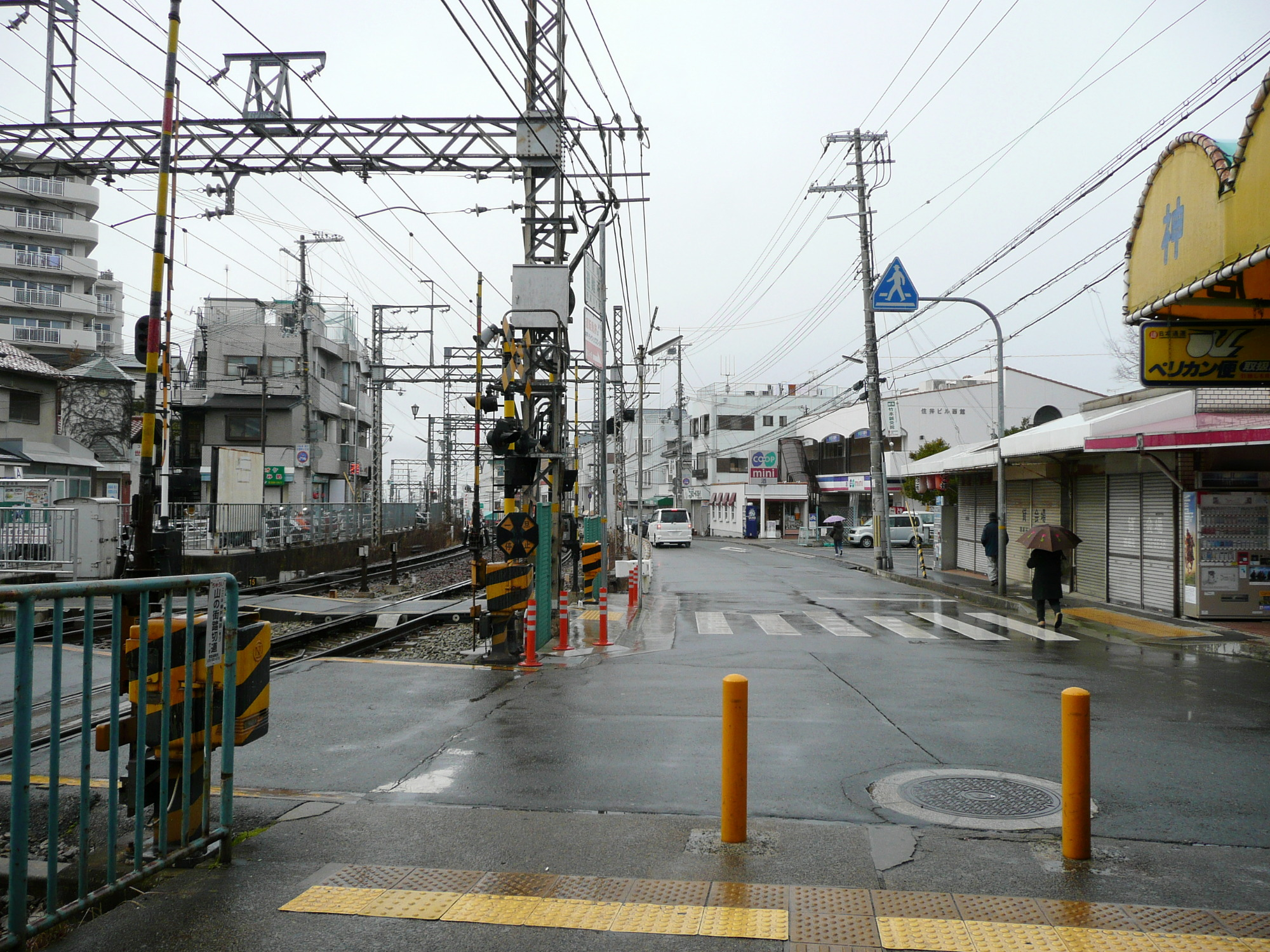
駅前風景

駅の西側に住宅街が広がっている。
- やきもち地蔵[1]
- 神戸山の街郵便局[8]
- 神戸ドライヴィングスクール[8]
- 神戸市立甲緑小学校

## バス路線
| 停留所名 | 運行事業者 | 路線名・系統・行先                                                                                 |
| -------- | ---------- | -------------------------------------------------------------------------------------------------- |
| 山の街駅 | 阪急バス   | - 16系統：筑紫が丘5丁目 / 鈴蘭台駅 - 19系統：筑紫が丘5丁目 / 泉台7丁目 - 30系統：谷上駅 / 鈴蘭台駅 |

## 隣の駅
神戸電鉄
■有馬線
■特快速（新開地行のみ運転）・■急行
北鈴蘭台駅 (KB07) - 山の街駅 (KB08) - 谷上駅 (KB10)
■準急・■普通
北鈴蘭台駅 (KB07) - 山の街駅 (KB08) - 箕谷駅 (KB09)